# Gerhard Bexell
Hilding Gerhard Rolf Bexell, född 8 december 1901, död 25 december 1976, var en svensk geolog och paleontolog. Han var sonsons son till professor Sven Peter Bexell.
Bexell blev student 1921, deltog i Sven Hedins centralasienexpedition 1929-1934, då han bland annat arbetade inom Inre Mongoliet, Nanchan och norra delarna av Tsaidambäckenet. Hans forskningar ledde till resultat av stor betydelse för förståelsen av den senpaleolitiska växtvärldens geografi. Från 1946 arbetade Bexell som geolog i Etiopien i den etiopiska regeringens tjänst. Bland hans utgivna skrifter märks Geological and paleontological investigations in Mongolia and Kansu 1929-34.